# Байко Марія Яківна

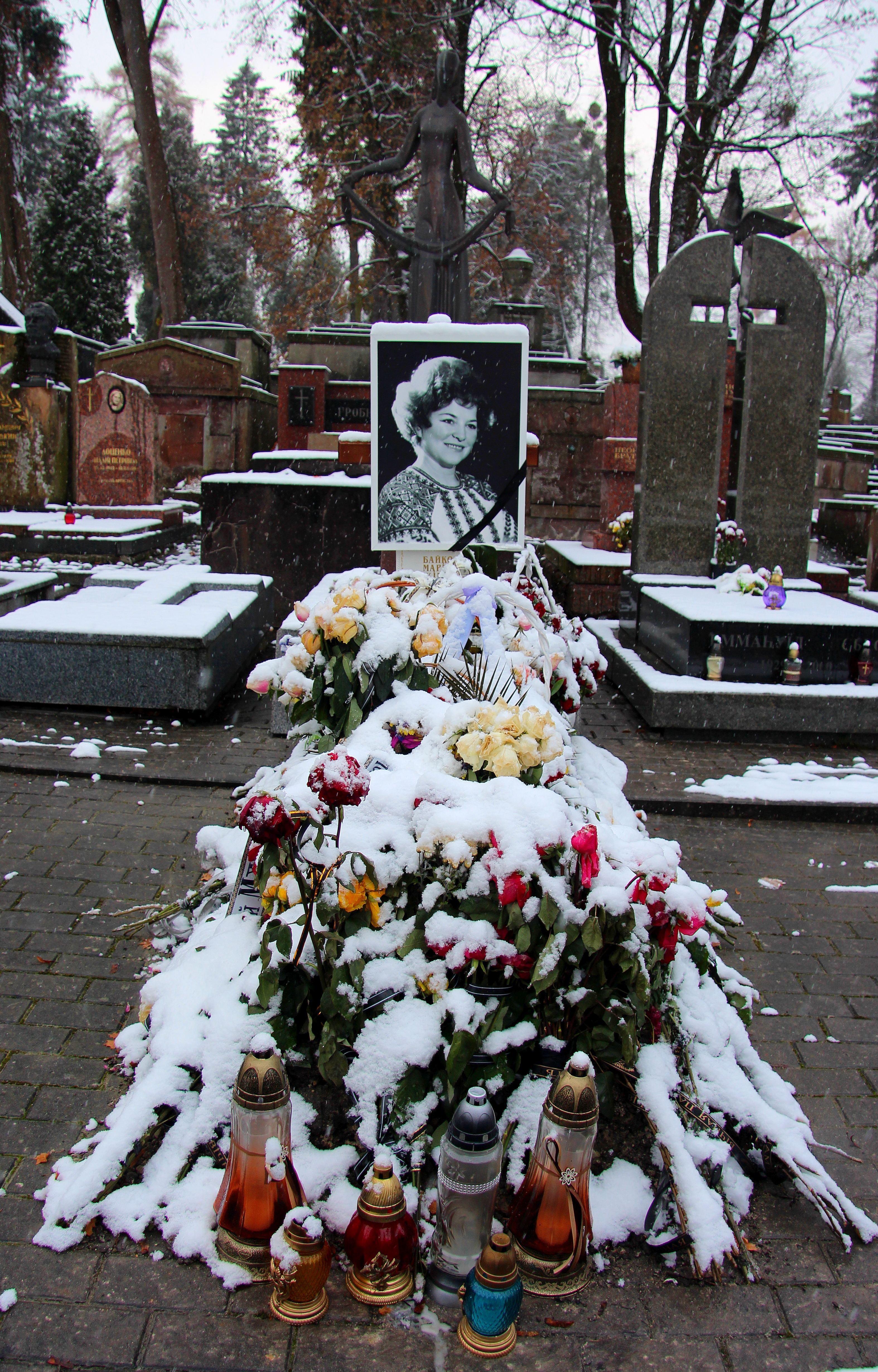
Могила Марії Байко на 67 полі Личаківського цвинтаря

Марі́я Я́ківна Ба́йко (2 березня 1931, Яблониця Руська, Польща — 18 листопада 2020, Львів) — українська співачка (сопрано), народна артистка України, професор кафедри академічного співу Львівської музичної академії імені Миколи Лисенка.

## Життєпис
Народилася на Лемківщині. Виступала в тріо сестер Байко.
|  | Я народилась у гірському селі Яблониця на Лемківщині. Із сестрами пасли корів і вимовляли звук «о», а поміж гір він відлунював. То неймовірно тішило нас. Співали й маминих пісень. Так і виробили голос і слух. Нашому таланту, коли вже переїхали до Львова, усі дивувалися. |

1945 року родину переселили до міста Буськ Львівської області. Закінчила Львівську консерваторію.
|  | Мені дуже пощастило вступити до консерваторії у той час, коли там працювали найкращі композитори, музиканти. Свої ноти мені якось подарував сам Кос-Анатольський, а іспити приймали Станіслав Людкевич, Микола Колесса. І навчалась я у племінниці Соломії Крушельницької — Дарії Бандрівської, яка передала мені досвід техніки «бельканто». Це італійська школа, що навчає, як правильно тримати поставу, розвивати дихальну систему, аби голос звучав правильно й гарно. |

Репертуар: українські народні пісні, солоспіви Лисенка, Людкевича, Кос-Анатольського, Фільц, Барвінського.
З 1982 — професор Львівської консерваторії (нині Вищий музичний інститут імені М. Лисенка).
Марія Байко виступала з сольним концертом у Тернополі (1990), брала участь у конкурсах співаків імені С. Крушельницької (1990–1998), створенні Тернопільського товариства «Лемківщина» (1990), фестивалях лемківської культури у місті Монастириська (1991, 2001–2002) та селі Гутисько Бережанського р-ну (1999), вечорі пам'яті В. Вихруща (2002).
Наукові праці присвячені українській пісні та її творцям. Працювала над автобіографічною книгою.
Померла 18 листопада 2020 року в 89-річному віці у Львові. Була похована 20 листопада поруч із могилою чоловіка, відомого скульптора Василя Одрехівського, на Личаківському цвинтарі (поле № 67).

## Нагороди
- Лавреатка Шевченківської премії
- Орден княгині Ольги
- Відзнака Президента України — ювілейна медаль «20 років незалежності України» (19 серпня 2011)[2]

## Дискографія
LP грамплатівки
- Співає Марія Байко. — ЗЗД—00012859—60 (1963).
- ЗЗД — 29095 (Леся Українка) (1971).
- С30-20315-002-Д0315 (Пісні Франкового краю) (1987, запис 1983).
- С30—17736 (Українські народні пісні) (1988, запис 1982).
- СЮ—29041—003—29041/0 «О не забудь» (старогалицькі романси і пісні) (1990, запис 1989), усі — М.: Мелодия.

аудіокасетаМарія Байко. «Співаночки мої». Українські народні та релігійні пісні. — Л.: ТзОВ «Ліда», 3260-95, 2000.
Компакт-диски
- CD «Співаночки мої». — Л.: Галрекордс, 2003;
- CD Твори Богдани Фільц «Любимо землю свою». — К.: НРКУ, К: 605962 АШ, 2004.